# Pieve di San Michele Arcangelo (Santarcangelo di Romagna)
La pieve di San Michele Arcangelo è una pieve bizantina risalente al VI secolo, situata a Santarcangelo di Romagna e dedicata a Maria Assunta; è considerata la chiesa più antica del riminese ancora esistente.

## Storia

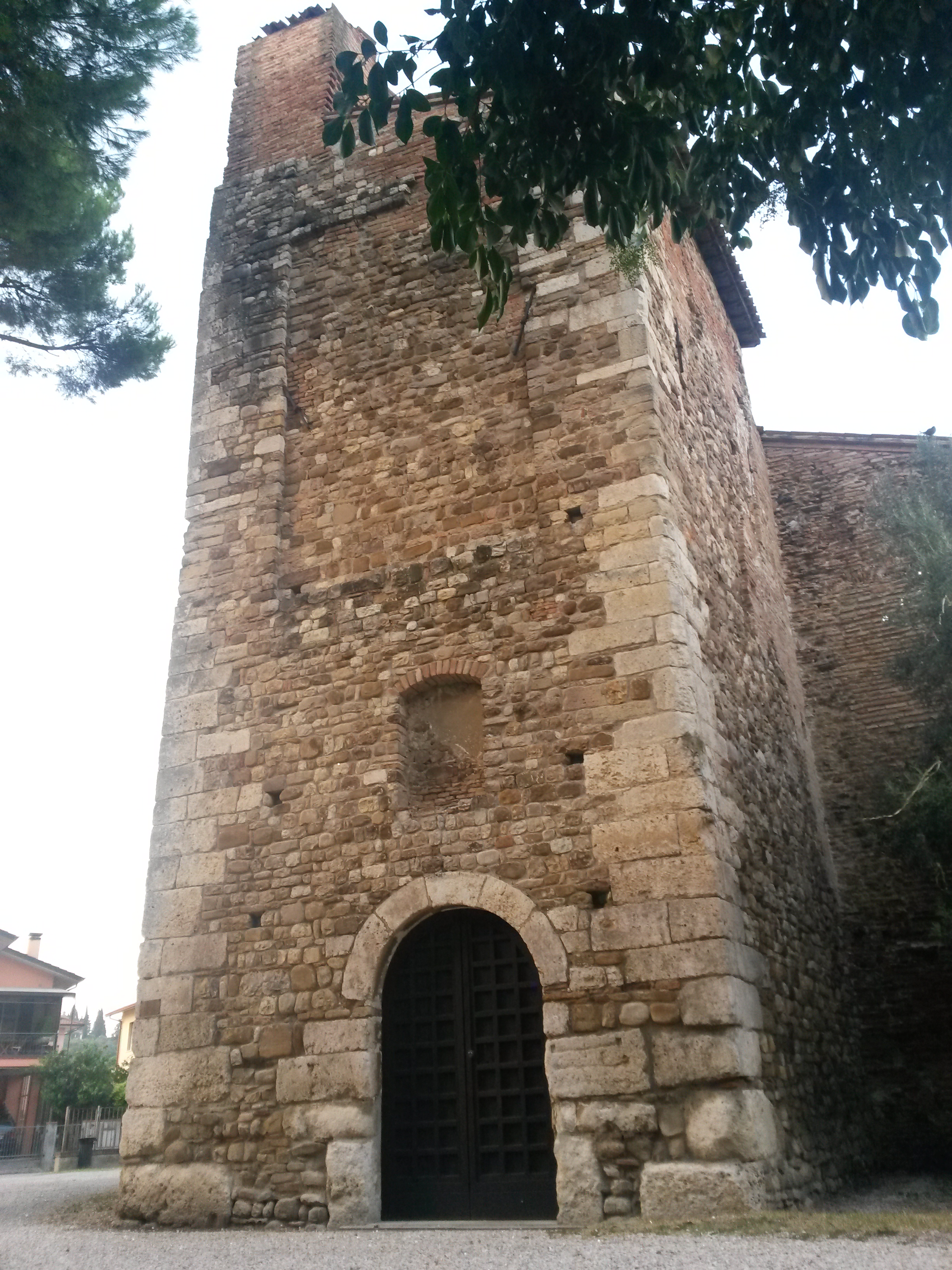
La facciata con l'ingresso posto nel campanile

Da recenti scavi sembra la pieve stata edificata su un edificio absidato più antico, probabilmente un tempio pagano.
L'edificio è stato costruito nel VI secolo da maestranze bizantine, su modello delle chiese ravennati bizantine di età giustinianea. Questo fatto non è strano, in quanto all'epoca Rimini era parte della pentapoli bizantina, e la chiesa di Ravenna godeva di ampi possedimenti tra Emilia-Romagna e Marche. 
Nel IX-XX secolo era attestata con l'agiotoponimo di: basilica Sancti Archangeli fundata in loco qui dicitur Acervulis (basilica di Sant'Arcangelo fondata nel luogo detto Acervoli o Acerboli). Acervulis deriva dal latino Acervus, ossia mucchio di mattoni, e richiamava la presenza in zona di fornaci per la fabbricazione di mattoni.
Il campanile è del XII-XIII secolo. 
Cadde in declino a partire dal XVIII secolo, ossia dalla costruzione della chiesa collegiata di San Michele Arcangelo che assorbì tutti i beni della pieve. L'edificio è stato restaurato nel 1912.

## Descrizione
L'esterno è in mattoni sottili, caratteristica comune alle chiese ravennati.
La facciata è caratterizzata dalla presenza, al centro, del campanile di epoca successiva. Nel campanile vi è l'entrata principale, unica rimasta delle originali sette. L'abside, esternamente poligonale, è sovradimensionato rispetto all'edificio, probabilmente perché ingloba i resti del precedente edificio pagano.
L'interno, a navata unica, è stato spogliato del pavimento musivo e delle decorazioni marmoree, di cui sopravvivono solo alcuni frammenti. L'uso continuato nel tempo è testimoniato da reperti di varie epoche. L'altare poggia su un cippo altomedievale, scolpito con decorazioni fitomorfe, tralci di foglie, e zoomorfe, un uccello rapace che artiglia e solleva un piccolo quadrupede. L'originale Crocifisso trecentesco è stato spostato nella collegiata, mentre è ancora visibile un affresco staccato del XV secolo, raffigurante san Sebastiano.